# Marek Weiss
Marek Weiss, również Marek Weiss-Grzesiński (ur. 23 marca 1949 w Chorzowie) – polski reżyser operowy i teatralny, pisarz.

## Życiorys
Absolwent VI Liceum Ogólnokształcącego im. Tadeusza Reytana w Warszawie (1967), Wydziału Polonistyki Uniwersytetu Warszawskiego (1974) i Wydziału Reżyserii Państwowej Wyższej Szkoły Teatralnej im. Aleksandra Zelwerowicza w Warszawie (1980). W latach 1982–1988 i 1992–1995 pracował jako główny reżyser Teatru Wielkiego – Opery Narodowej w Warszawie. W latach 1995–2001 był dyrektorem artystycznym Teatru Wielkiego w Poznaniu, w latach 2004–2005 zastępcą dyrektora artystycznego Opery Narodowej, a w latach 2008–2016 dyrektorem naczelnym i artystycznym Opery Bałtyckiej w Gdańsku. Reżyser licznych spektakli operowych, autor powieści wydawanych od 2008 roku pod nazwiskiem Marek Weiss: Boskie życie (2008), Cena ciała (2013), Brat bies (2016), Antygona w piekle (2017) i Amor królem (2018).
Odznaczony Złotym Krzyżem Zasługi (1999) i Srebrnym Medalem „Zasłużony Kulturze Gloria Artis” (2005).
Jego żoną jest Izadora Weiss, choreografka, z którą stale współpracuje i z którą ma córkę Weronikę Weiss, skrzypaczkę.